# Izba Reprezentantów Bośni i Hercegowiny
Izba Reprezentantów Zgromadzenia Parlamentarnego Bośni i Hercegowiny (bośn. Predstavnički dom Parlamentarne skupštine Bosne i Hercegovine, chorw. Zastupnički dom Parlamentarne skupštine Bosne i Hercegovine, serb. Представнички дом Парламентарне скупштине Босне и Херцеговине, Predstavnički dom Parlamentarne skupštine Bosne i Hercegovine) – jedna z dwóch izb Zgromadzenia Parlamentarnego Bośni i Hercegowiny, obok Izby Narodów.
Izba została utworzona w 1995 roku na skutek porozumienia z Dayton.
Izba Reprezentantów liczy 42 członków, wybieranych na 4-letnią kadencję, spośród których 28 pochodzi z terenów Federacji Bośni i Hercegowiny, a 14 z Republiki Serbskiej. Członkowie Izby Reprezentantów wybierani są w wyborach powszechnych i bezpośrednich na mocy ordynacji wyborczych przyjmowanych przez zgromadzenia parlamentarne poszczególnych federacji. 
Członkowie izby wybierają spośród siebie za pomocą zwykłej większości jednego Boszniaka, Chorwata i Serba, którzy to rotacyjnie, co 8 miesięcy obejmują stanowisko przewodniczącego i wiceprzewodniczącego izby, tworząc Kolegium (Kolegij Predstavničkog doma). W jego skład wchodzi obecnie:
- Denis Zvizdić (Bośniak; przewodniczący),
- Borjana Krišto (Chorwat; pierwszy zastępca przewodniczącego)
- Nebojša Radmanović (Serb; drugi zastępca przewodniczącego).

Kworum stanowi większość ustawowej liczby członków izby. Wszelkie decyzje podejmowane są za pomocą większości głosów, jednakże na większość składać się musi przynajmniej 1/3 głosów delegatów wybranych na terytorium każdej z federacji, tj. przynajmniej 10 głosów z Federacji BiH i 5 głosów z Republiki Serbskiej. W przypadku uzyskania większości ogólnej, bez większości cząstkowych następuje drugie głosowanie (natychmiast po pierwszym głosowaniu bądź po zebraniu się członków Komisji, w skład której wchodzą przedstawiciele każdej z grup etnicznych), w którym oprócz zwykłej większości wystarczający jest sprzeciw nie więcej niż 2/3 delegatów pochodzących z każdej ze składowych Bośni i Hercegowiny (maksymalnie 18 przedstawicieli Federacji BiH i 10 Republiki Serbskiej) do przyjęcia danego punktu obrad.
W Izbie Reprezentantów funkcjonuje siedem stałych komisji mających po 9 członków, w tym jednego przewodniczącego i dwóch zastępców przewodniczącego:
- Komisja Konstytucyjna (Ustavnopravna komisija Predstavničkog doma);
- Komisja Spraw Zagranicznych (Komisija za vanjske poslove)
- Komisja ds. Handlu Zagranicznego i Cła (Komisija za vanjsku trgovinu i carine);
- Komisja ds. Finansów i Budżetu (Komisija za finansije i budžet Predstavničkog doma);
- Komisja ds. Transportu i Komunikacji (Komisija za saobraćaj i komunikacije)
- Komisja ds. Równości (Komisija za ostvarivanje ravnopravnosti spolova)
- Komisja ds. Przygotowań Wyboru Rady Ministrów (Komisija za pripremu izbora Vijeća ministara BiH) – 12 członków.